# Refugiat

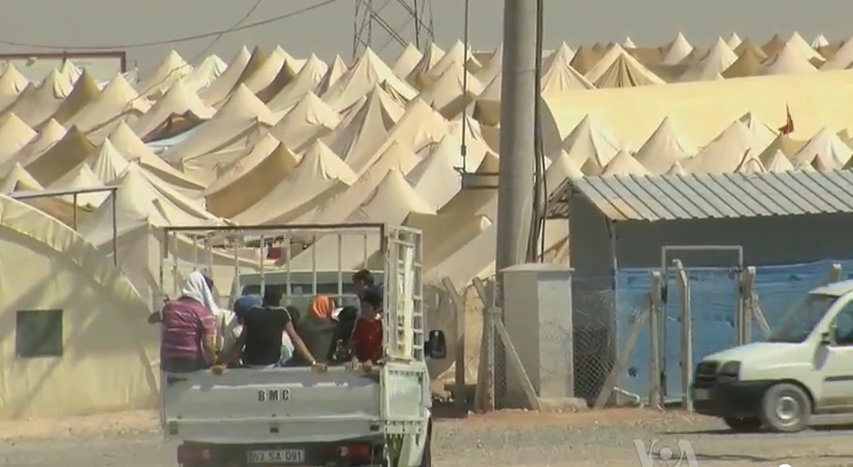
Camp de refugiats sirians a la frontera turca

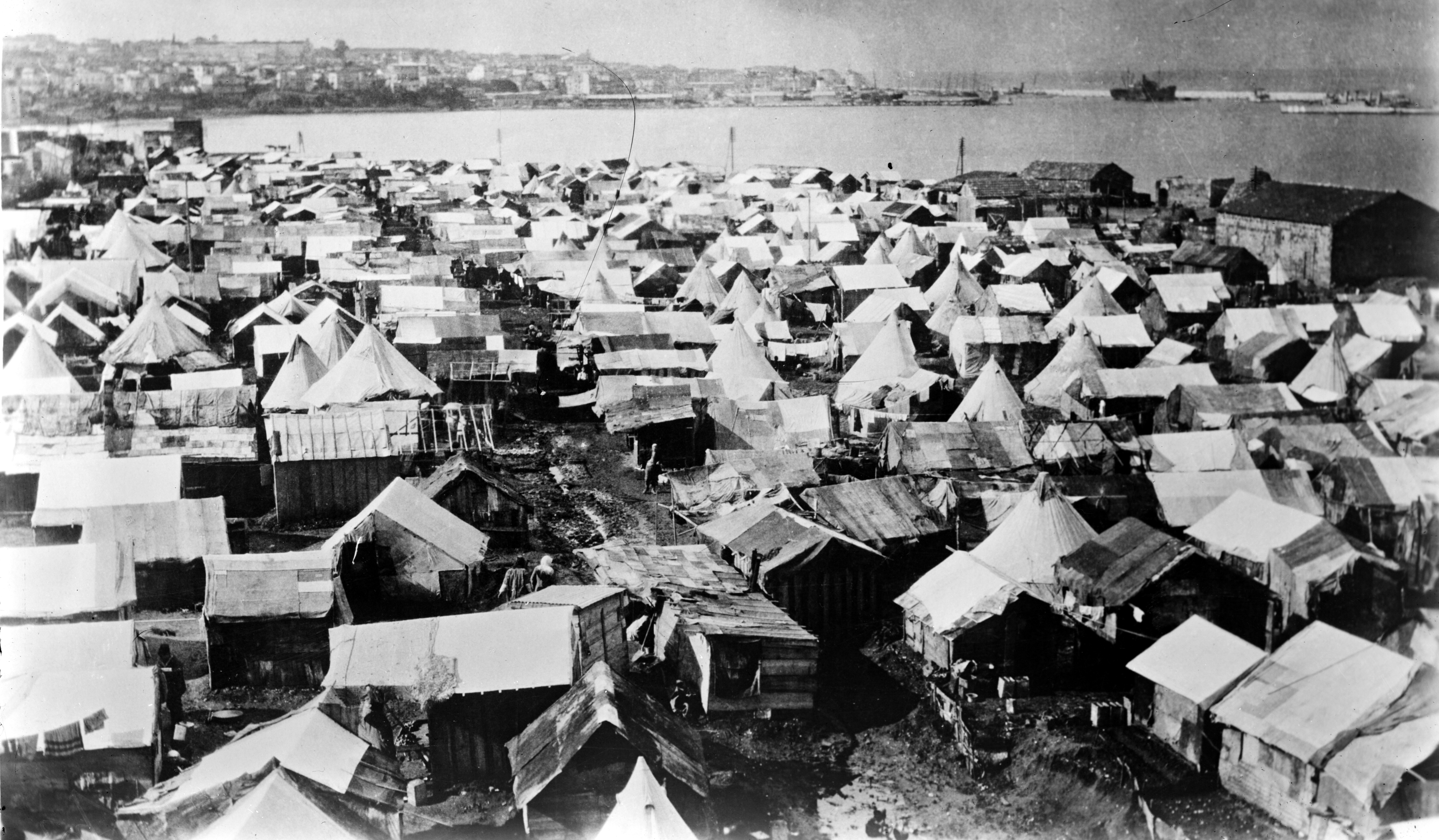
Camp de refugiats, Beirut

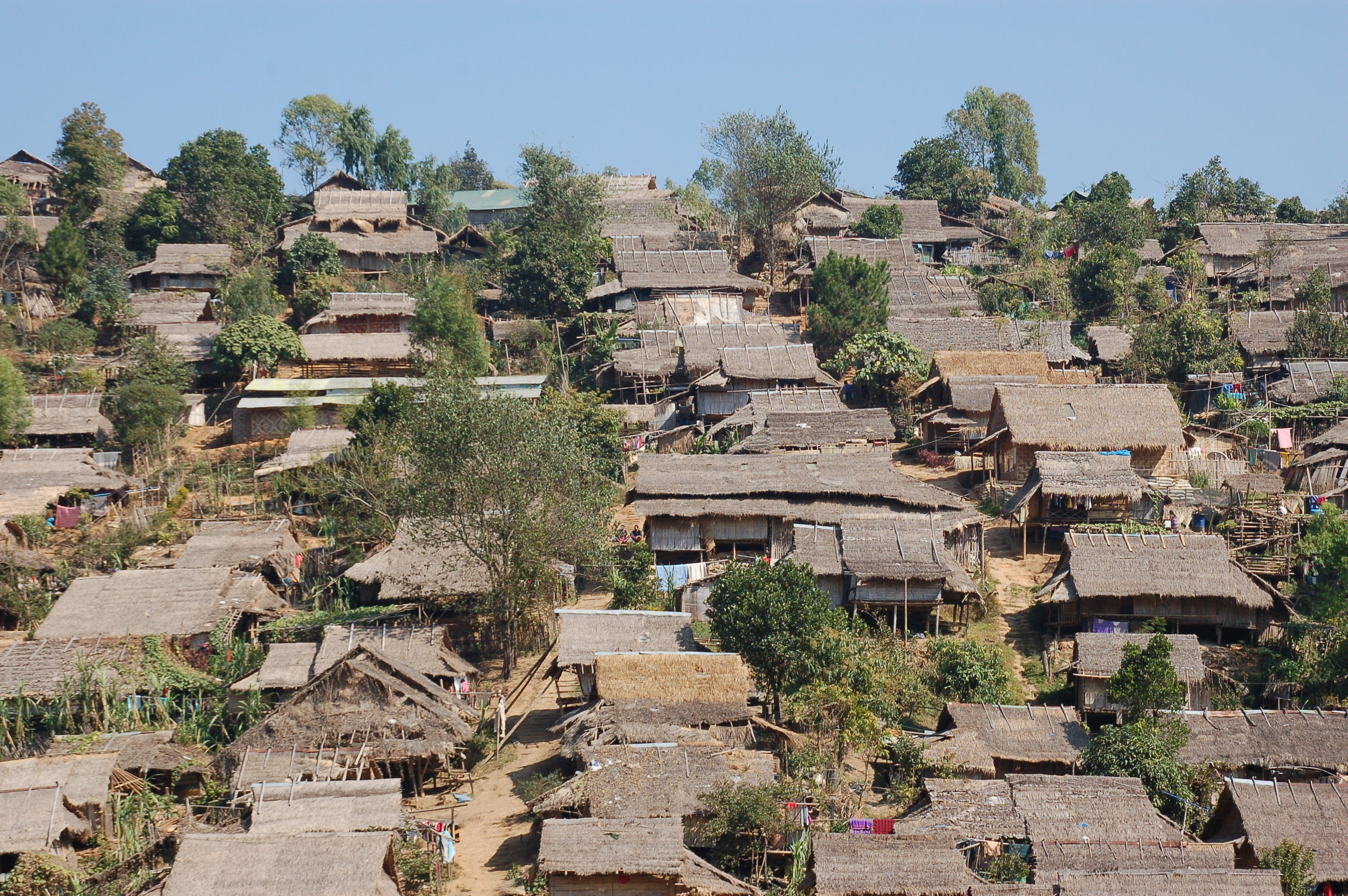
Camp de refugiats d'Um Piam a Tailàndia (2009))

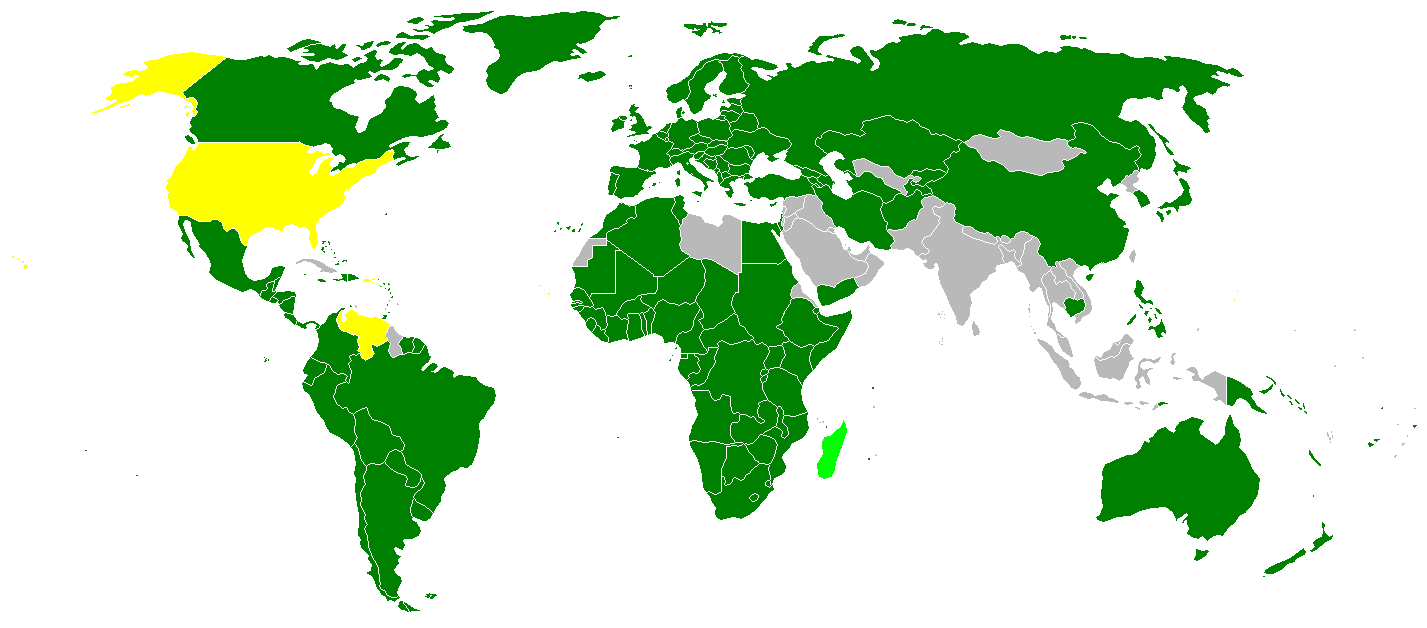
Participants en la Convenció sobre l'Estatut dels Refugiats:
Participants en la Conferència de 1951
Participants en els Protocols de 1967
Participants en ambdós tractats
No hi han participat

Un refugiat (segons defineix a l'article 1A de la Convenció de 28 de juliol de 1951 relativa a l'estatut dels refugiats de les Nacions Unides) és una persona que es troba fora del país d'origen, o bé on hi resideix habitualment, a causa d'un desastre natural, fugí d'una guerra o d'un temor fonamentat de persecució per raons d'ètnia, religió, nacionalitat, pertinença a un grup social o opinions polítiques, i que no pot o no vol reclamar la protecció del seu país per a poder tornar-hi.

## Concepte
El concepte de refugiat es va expandir gràcies al Protocol de la Convenció de 1967 i les convencions regionals d'Àfrica i Amèrica Llatina per a incloure que havien fugit de la guerra i d'altres persecucions violentes al seu país. Les dones i nens refugiats representen una subsecció addicional dels refugiats que calen d'una atenció especial.
El 1951 l'Organització de les Nacions Unides defineix al refugiat com la persona que:
| « | "Tenint un temor ben fundat de ser perseguit per raons de raça, religió, nacionalitat, pertinença a un grup social particular, o opinió política, està fora del seu país, de la seva nacionalitat i està inhabilitat o, a causa d'aquesta por, no vol col·locar-se en la protecció d'aquest país." | » |

El terme refugiat és sovint usat per a incloure persones desplaçades que podien quedar al marge de definició legal en la Convenció, o bé perquè havien deixat els seus països a causa d'una guerra i no per la por a persecució, o perquè havien estat forçats a emigrar a l'interior dels seus països. La Convenció que regula els aspectes propis dels problemes dels refugiats a l'Àfrica, adoptada per l'Organització per a la Unitat Africana el 1969, utilitza una definició més àmplia de la Convenció, incloent-ne les persones que van deixar els seus països d'origen no sols a causa de la persecució, sinó també a causa d'actes d'agressió exteriors, ocupació, dominació per potències estrangeres o greus pertorbacions de l'ordre públic.
Els refugiats foren definits com a grup legal en resposta a la gran quantitat de persones que fugien d'Europa de l'Est després de la Segona Guerra Mundial. L'agència internacional encarregada de coordinar la protecció dels refugiats és l'Oficina de l'Alt Comissionat de les Nacions Unides per als Refugiats (ACNUR), que va comptar 8,4 milions els refugiats arreu del món a principis de 2006. Aquesta ha estat la xifra més baixa des de 1980. La principal excepció són els 4.600.000 refugiats palestins sota l'autoritat de l'Agència de les Nacions Unides per als Refugiats de Palestina al Pròxim Orient (UNRWA), que són l'únic grup que té reconegut l'estatut de refugiat també als seus descendents d'acord amb la definició anterior.
El Comitè dels EUA per als Refugiats i Immigrants xifra un total de 62 milions els refugiats arreu del món i estima que hi ha més de 34 milions desplaçats per la guerra, inclosos els desplaçats interns, que romanen dins les fronteres nacionals. La majoria dels refugiats que abandonen el seu país demanen asil als països veïns. Les "solucions duradores" per a les poblacions de refugiats, definides per l'ACNUR i pels governs, són les següents: la repatriació voluntària al país d'origen, la integració al país d'asil i el reassentament en un tercer país.
El 31 de desembre de 2005 els països amb major nombre de refugiats són l'Afganistan, l'Iraq, Myanmar, Sudan i els territoris palestins. El país amb el major nombre de desplaçats interns és Sudan, amb més de 5 milions. A partir de 2006, amb 800.000 refugiats i desplaçats interns, Azerbaidjan era el país amb població de desplaçats interns més alta del món.

## Història

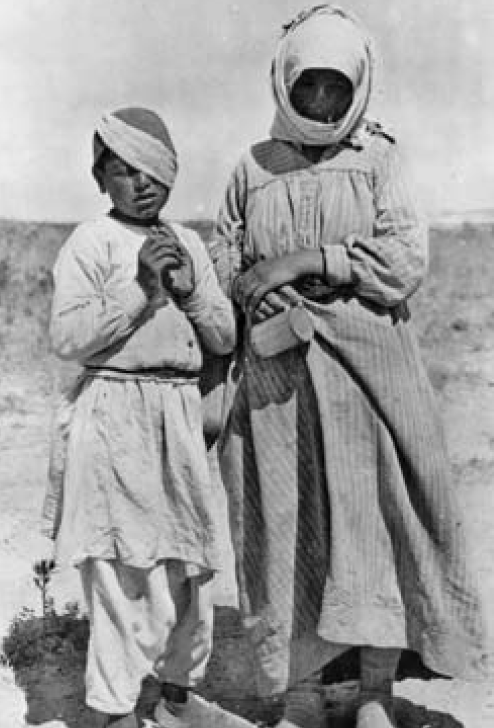
Una refugiada armènia i el seu fill

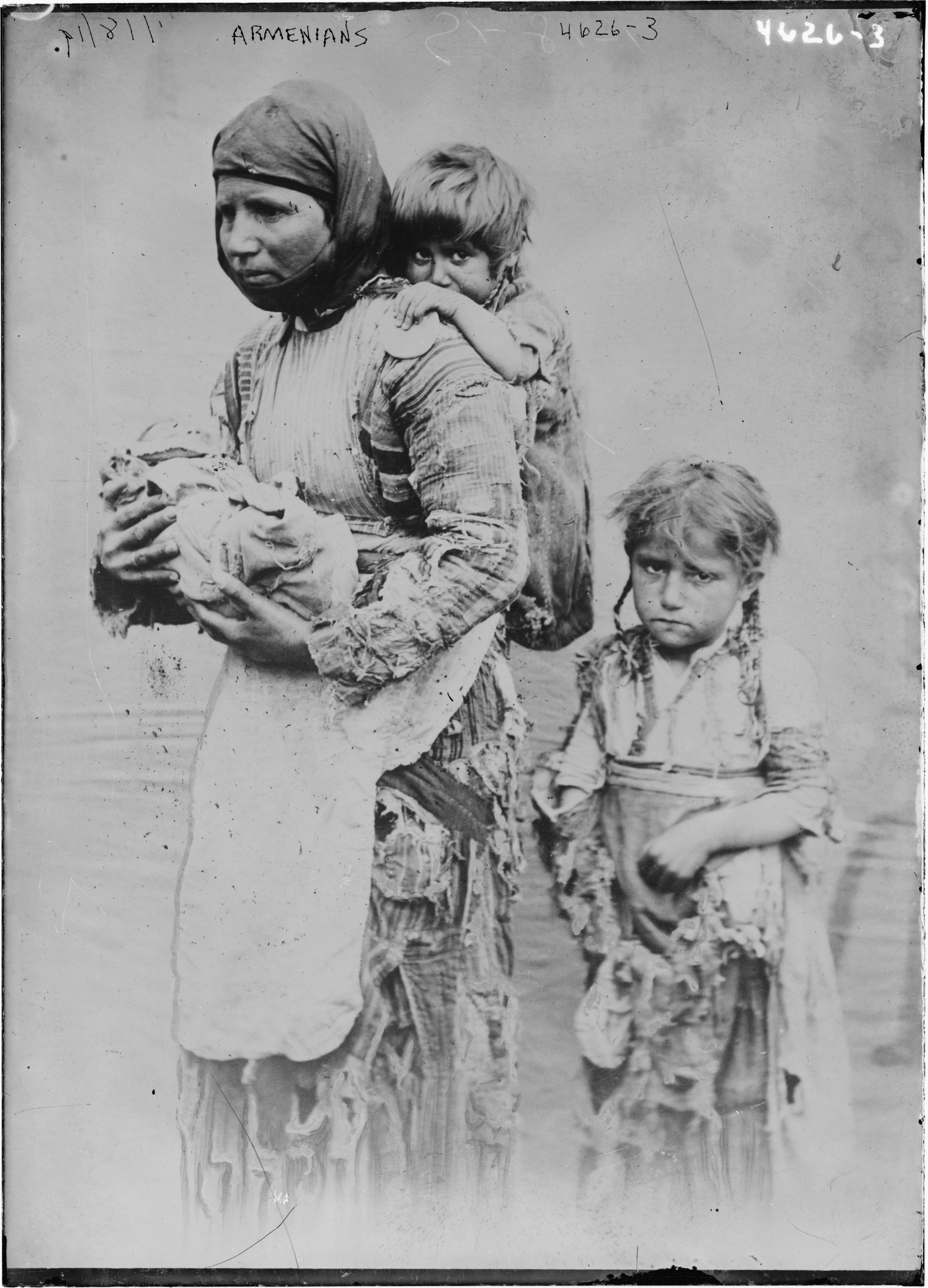
Un milió d'armènics abandonaren Turqiia entre 1915 i 1923 per a fugir del genocidi.

La idea o concepte que una persona que cercava refugi en un lloc sagrat no podia ser capturat sense sanció divina era ja familiar entre els antics grecs i egipcis. Tanmateix, el dret a cercar asil en una església o qualsevol altre lloc sagrat fou codificat per primer cop en la llei d'Ethelbert de Kent vers l'any 600. Durant l'edat mitjana es van dictar lleis similars arreu d'Europa. El concepte d'exiliat polític, força relacionat, també té una llarga història: Ovidi fou enviat a Tomis, Voltaire es va exiliar a Anglaterra. La Pau de Westfàlia de 1648 significà el reconeixement de la sobirania entre les diferents nacions signants. No obstant això, no va ser fins a l'arribada del nacionalisme romàntic del segle xviii quan va guanyar força i significat el concepte «país de nacionalitat» i es requeria la presentació d'identificació per a travessar la frontera.
El terme «refugiat» sovint és aplicat amb efectes retroactius a grups que es troben en situacions delimitades per la convenció de 1951. Per exemple, després de l'Edicte de Fontainebleau de 1685 pel que es va prohibir el protestantisme a França, centenars de miliers d'hugonots marxaren a Anglaterra, Països Baixos, Suïssa, Sud-àfrica, Alemanya i Prússia. Les onades de progroms que sacsejaren l'Imperi Rus al pas del segle xix al xx provocaren l'emigració de dos milions de jueus entre 1881 i 1920. Simultàniament, durant el segle xix una bona part dels pobles musulmans (Muhacir) que habitaven els Balcans, el Caucas, Crimea i Creta s'aixoplugaren a l'actual Turquia, conformant-ne l'actual país. Durant les Guerres balcàniques de 1912-1913 unes 800.000 persones hagueren d'abandonar la seva llar. Alguns d'aquests grups foren considerats oficialment com a refugiats després de la Primera Guerra Mundial.

### Societat de Nacions (SDN)
La primera coordinació internacional sobre els refugiats arribà amb el nomenament per part de la Societat de Nacions del primer Alt Comissionat per als Refugiats, Fridtjof Nansen. Aquesta Comissió fou creada el 1921 per tal d'ajudar al gairebé un milió i mig de refugiats provocats per la Revolució Russa i la següent guerra civil (1917–1921), molts d'ells aristòcrates fugint del govern comunista. El 1923 el mandat de la comissió fou aixamplat per tal d'incloure el més d'un milió d'armenis que havien fugit de l'Àsia Menor turca entre 1915 i 1923 (genocidi armeni. Uns anys més tard el mandat fou aixamplat per tal d'incloure els refugiats assiris i turcs.
L'intercanvi de poblacions entre Grècia i Turquia (1923) va implicar al voltant de dos milions de persones, la majoria convertits en refugiats forçats i privats de iure de la seva nacionalitat de segles, en un tractat promogut i supervisat per la comunitat internacional com a part del Tractat de Lausana.
El Congrés dels Estats Units aprovà el 1921 la Llei de Quotes d'Emergència i el 1924 la Llei d'Immigració Johnson-Reed, que tenia com a finalitat restringir encara més l'entrada d'emigrants d'Europa meridional i oriental, especialment jueus, italians i eslaus, que havien començat a entrar en gran nombre a partir de la dècada de 1890. La majoria de refugiats europeus (principalment jueus i eslaus) que fugien de Stalin, dels nazis i de la Segona Guerra Mundial els fou prohibida l'entrada als Estats Units.
El 1930 es va establir l'Oficina Internacional Nansen pels Refugiats com a successora de l'Alt Comissionat per a Refugiats, i que entre les seves principals fites fou l'establiment del passaport Nansen per als refugiats, cosa que li va fer merèixer el Premi Nobel de la Pau de 1938. L'Oficina Nansen s'enfrontà a problemes com la manca de finançament, l'augment del nombre de refugiats, i la falta de cooperació per part d'alguns Estats membres, cosa que li va restar èxit. No obstant això, aconseguí que catorze nacions ratifiquessin la Convenció de Refugiats de 1933, una solució ràpida i relativament modesta, antecedent de carta dels drets humans, i assolí assistència per al voltant d'un milió de refugiats arreu del món.

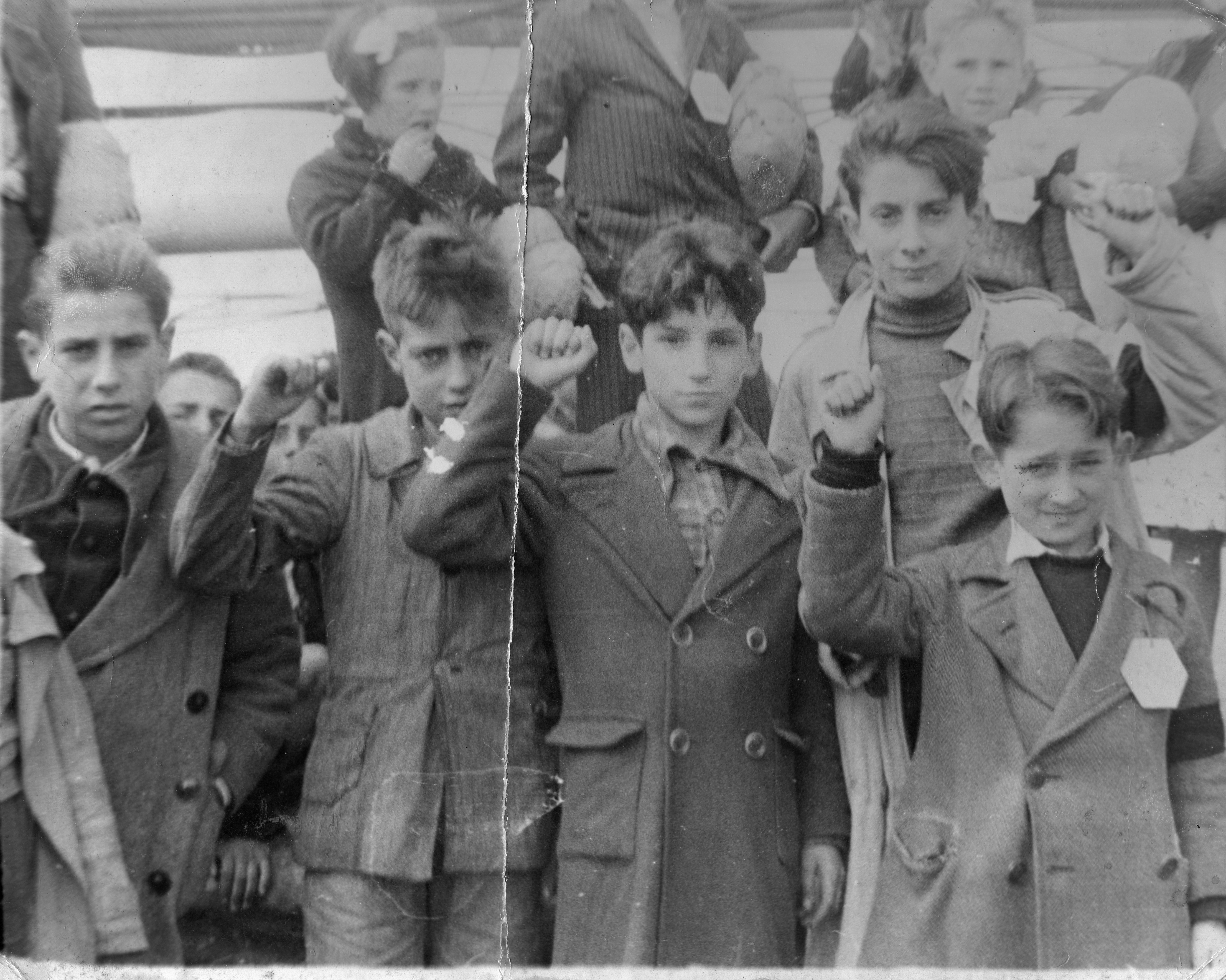
Nens preparats per a ser evacuats d'Espanya durant la Guerra Civil Espanyola de 1936 a 1939.

L'arribada al poder del nazisme va provocar un fort increment en el nombre de refugiats d'Alemanya, de tal manera que el 1933 la Societat va crear l'Alta Comissió per a Refugiats d'Alemanya. El 4 de juliol de 1936 es va signar un acord sota els auspicis de la SDN que definia refugiat provinent d'Alemanya com a "qualsevol persona que estava establart en aquest país, que no posseís cap altra nacionalitat que l'alemanya i respecte de les quals s'estableix que de fet o de dret no gaudeix de la protecció del Govern del Reich"(article 1) El mandat d'aquesta Alta Comissió fou expandit per tal d'incloure als refugiats d'Àustria i de Sudetenland. Des de l'1 d'octubre de 1938 uns 150.000 txecs foren desplaçats quan l'exèrcit alemany envaí Txecoslovàquia segons el que establia l'acord de Múnic.
El 31 de setembre de 1938 tant l'Oficina Nansen com l'Alta Comissió foren dissoltes i substituïts per l'Oficina de l'Alt Comissionat per als Refugiats sota la protecció de la SDN. Això va coincidir amb l'arribada a França de nombrosos refugiats republicans després de ser derrotats pels franquistes en la Guerra Civil Espanyola.

### Segona Guerra Mundial i l'UNRRA
El conflicte i la inestabilitat política durant la Segona Guerra Mundial provocaren grans quantitats d'emigrats forçats (vegeu l'evacuació i expulsió durant la Segona Guerra Mundial). En acabar la guerra hi havia a Europa més de 400 milions de refugiats.
El 1943, els Aliats van crear l'Administració de Socors i Rehabilitació de les Nacions Unides (UNRRA) per tal de proporcionar ajuda a les zones alliberades de les potències de l'Eix, incloent parts d'Europa i Xina. Això incloïa el retorn de més de set milions de refugiats, comunament coneguts com a persones desplaçades, al seu país d'origen i l'establiment de campaments de persones desplaçades per a un milió de refugiats que es negaven a ser repatriats.
En els últims mesos de la Segona Guerra Mundial uns cinc milions de civils alemanys de les regions alemanyes de Prússia Oriental, Pomerània i Silèsia van fugir de l'ofensiva de l'Exèrcit Roig i es van convertir en refugiats a Mecklenburg, Brandenburg i Saxònia. Després de la capitulació de la Wehrmacht el maig de 1945 els aliats van ocupar Alemanya en les fronteres reconegudes el 31 de desembre de 1937, segons l'acordat en la Declaració de Berlín de 5 de juny de 1945. Des de la primavera de 1945 els polonesos havien forçat enèrgicament l'expulsió dels alemanys d'aquestes províncies en un programa de neteja ètnica. Quan els aliats es van reunir a Potsdam el 17 de juliol de 1945 en la Conferència de Potsdam s'hagueren d'enfrontar a una situació caòtica amb els refugiats. El 2 d'agost de 1945, es va establir el protocol de Potsdam. L'article IX posava una quarta part del territori d'Alemanya sota l'administració provisional de Polònia i l'article XIII va ordenar que els alemanys ètnics de Polònia, Txecoslovàquia i Hongria fossin transferits a Alemanya Occidental d'una manera "ordenada i humana".
Encara que no havia estat aprovat pels aliats a Potsdam, centenars de milers d'alemanys ètnics de Iugoslàvia i Romania van ser deportats a treballs forçats a la Unió Soviètica, a les zones d'ocupació aliada d'Alemanya i posteriorment a la República Democràtica Alemanya, Àustria i la República Federal d'Alemanya, en la que és considerada com la major transferència de població de la història. En total es van veure afectats 15 milions d'alemanys, i més de dos milions de persones van morir durant l'expulsió de la població alemanya. (vegeu expulsió dels alemanys d'Europa de l'Est.) Entre el final de la Segona Guerra Mundial i la construcció del mur de Berlín el 1961 més de 563.700 refugiats d'Alemanya Oriental van marxar a Alemanya Occidental fugint de l'ocupació soviètica.

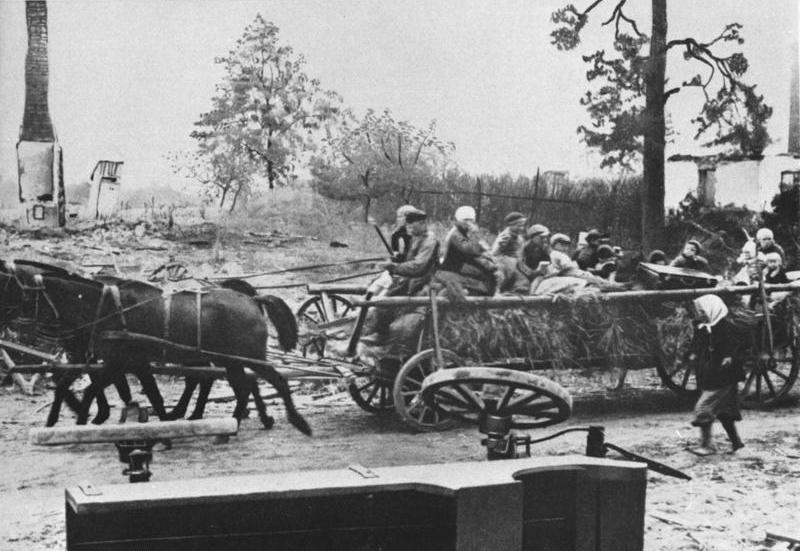
Refugiats alemanys de Prússia Oriental, 1945

Durant el mateix període, milions d'antics ciutadans russos van ser repatriats contra la seva voluntat a l'URSS. L'11 de febrer de 1945, com a conclusió de la Conferència de Ialta, els Estats Units i Regne Unit van signar un acord de repatriació amb l'URSS. La interpretació d'aquest Acord va donar lloc a la repatriació forçosa de tots els soviètics, independentment dels seus desitjos. Quan la guerra va acabar el maig de 1945, les autoritats civils britàniques i estatunidenques van ordenar a les seves forces militars a Europa deportar a la Unió Soviètica milions dels antics residents incloent-hi moltes persones que havien sortit de Rússia feia dècades i que tenien altres nacionalitats. Les operacions de repatriació forçosa es va dur a terme des de 1945 fins a 1947.
Al final de la Segona Guerra Mundial, hi havia més de 5 milions de "desplaçats" de la Unió Soviètica a Europa Occidental. Al voltant de 3 milions havien estat sotmesos a treballs forçats (Ostarbeiters) al Tercer Reich i els territoris ocupats. Els presoners de guerra soviètics i els homes de Vlàssov van ser posats sota la jurisdicció de la SMERSH (Mort als espies). Dels 5,7 milions de presoners de guerra soviètics capturats pels alemanys, al final de la guerra 3,5 milions havien mort durant el seu captiveri alemany. Els supervivents al seu retorn a l'URSS van ser tractats com a traïdors (vegeu l'Ordre núm. 270). Més d'1,5 milions soldats de l'Exèrcit Roig empresonats pels nazis i que havien sobreviscut van ser enviats al Gulag.
Polònia i la Ucraïna Soviètica va dur a terme intercanvis de població: els polonesos que vivien a l'est de la nova frontera entre Polònia i la Unió Soviètica van ser deportats a Polònia (al voltant de 2.100.000 persones) (vegeu la repatriació dels polonesos 1944-1946) i ucraïnesos que residien a l'oest de la nova frontera van ser deportats a la Ucraïna soviètica. El trasllat de població de la Ucraïna soviètica es va produir a partir de setembre de 1944 fins a maig 1946 (al voltant de 450.000 persones) (vegeu la repatriació dels ucraïnesos de Polònia a la Unió Soviètica). Alguns ucraïnesos (al voltant de 200.000 persones) abandonaren el sud-est de Polònia, més o menys voluntàriament (entre 1944 i 1945).
La UNRRA va ser clausurada el 1947, moment en el qual se'n va fer càrrec la recentment creada Organització Internacional pels Refugiats. Mentre que el lliurament estava previst originalment dur-lo a terme a principis de 1947, no es va produir fins a juliol de 1947. L'Organització Internacional pels Refugiats era una organització temporal de les Nacions Unides (ONU), amb el mandat d'acabar la tasca de l'UNRRA de repatriació o reassentament dels refugiats europeus. Va ser dissolta el 1952 després de reassentament de prop d'un milió de refugiats. La definició de refugiat aleshores era la d'una persona amb passaport Nansen o un "Certificat d'Elegibilitat", emès per l'Organització Internacional pels Refugiats.

### Establiment de l'ACNUR

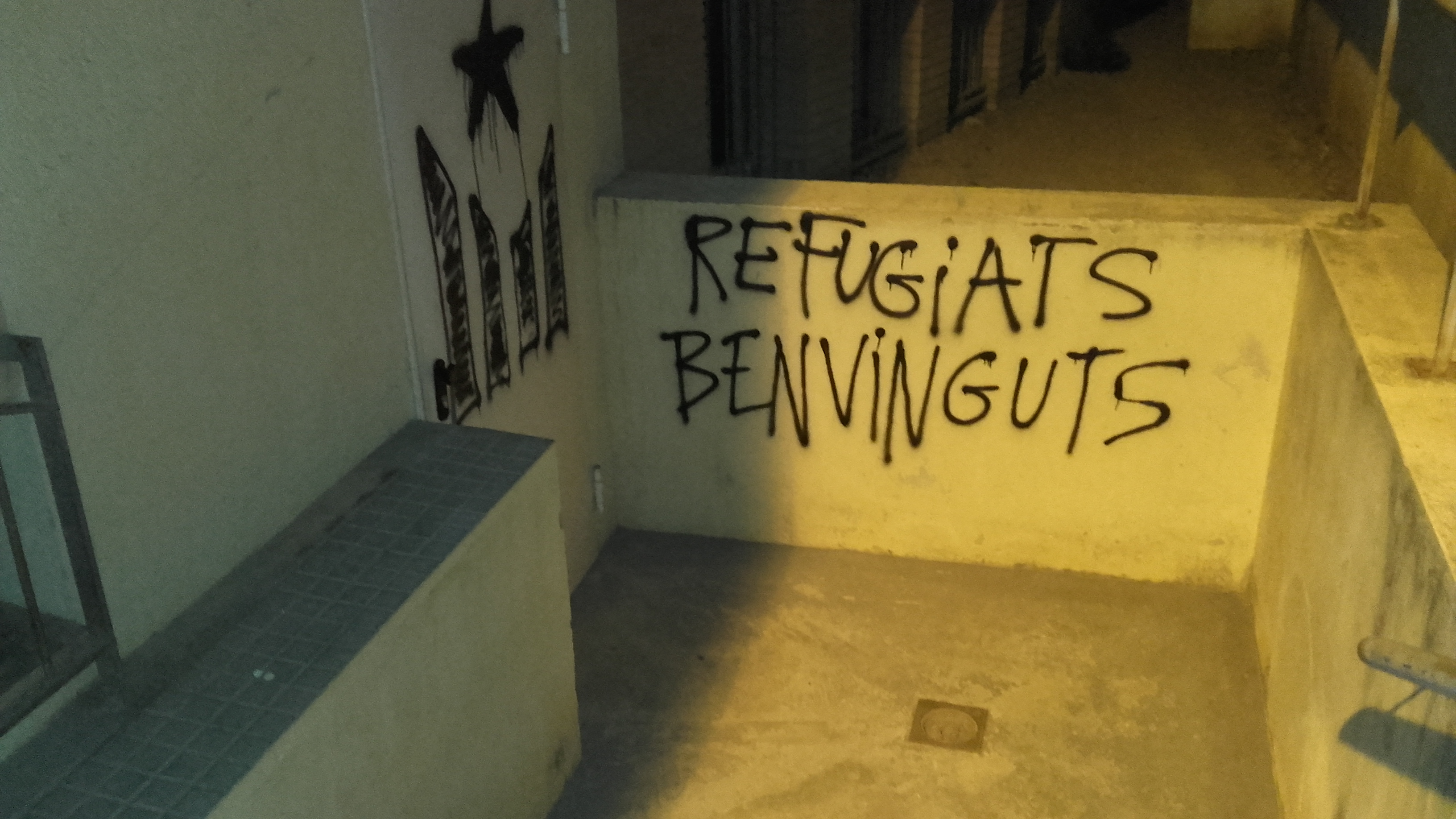
Pintada de benvinguda als refugiats. St Cugat del Vallès.

L'Alt Comissionat de les Nacions Unides per als Refugiats (ACNUR o UNHCR) fou establert el 14 de desembre de 1950 i té la seu a Ginebra, amb la missió de protegir i donar suport als refugiats, a petició d'un govern o de les Nacions Unides i ajudar al seu retorn o reassentament. Tots els refugiats del món estan sota el mandat de l'ACNUR, excepte els àrabs palestins que van fugir del nou Estat jueu entre 1947 i 1948 (vegeu més endavant). No obstant això, els palestins que van fugir dels territoris palestins després de 1948 (per exemple, durant la Guerra dels Sis Dies de 1967) estan sota la jurisdicció de l'ACNUR.
L'ACNUR proporciona protecció i assistència no només als refugiats, sinó també a altres categories de persones desplaçades o necessitades. Aquests inclouen els sol·licitants d'asil, els refugiats que han tornat a casa però que encara necessita ajuda en la reconstrucció de les seves vides, les comunitats civils locals directament afectades pels moviments dels refugiats, els apàtrides i els anomenats desplaçats interns (IDP). Els desplaçats interns són els civils que s'han vist obligats a fugir de casa seva, però que no han arribat a un país veí i, per tant, a diferència dels refugiats, no estan protegits pel dret internacional i els pot resultar difícil de rebre qualsevol forma d'assistència. A mesura que la naturalesa de la guerra ha canviat en les últimes dècades, amb més i més conflictes interns en comptes de guerres entre Estats, el nombre de desplaçats ha augmentat de manera significativa a una estimació de 5 milions de persones arreu del món.
L'ACNUR ha rebut el Premi Nobel de la Pau de 1954 i 1981. L'agència té el mandat de dirigir i coordinar l'acció internacional, la cooperació per a protegir els refugiats i resoldre els problemes dels refugiats a tot el món. El seu objectiu principal és salvaguardar els drets i el benestar dels refugiats. S'esforça per garantir que tothom pugui exercir el dret de demanar asil i trobar refugi segur en un altre Estat amb l'opció de tornar a casa de manera voluntària, integració local o reassentament en un tercer país.
Moltes celebritats estan associats amb l'agència com Ambaixadors de Bona Voluntat de l'ACNUR, incloent Angelina Jolie, Giorgio Armani i altres. L'individu que ha recaptat més diners en actuacions benèfiques i treball voluntari en nom de l'ACNUR ha estat Luciano Pavarotti.
El mandat de l'ACNUR s'ha anat ampliant per a incloure la protecció i la prestació d'assistència humanitària als descrits com a altres persones "d'interès", incloent els desplaçats interns (IDP) que s'ajusten a la definició legal de refugiat sota la Convenció de Refugiats de 1951 i al Protocol de 1967, la Convenció de l'Organització per a la Unitat Africana de 1969, o algun altre tractat si van sortir del seu país, però que actualment romanen al seu país d'origen. ACNUR té també missions a Colòmbia, República Democràtica del Congo, Sèrbia i Montenegro i Costa d'Ivori per a ajudar i prestar serveis als desplaçats interns.

## Exemples de conflictes armats actuals amb refugiats

### Europa
- Guerra de l'est d'Ucraïna: també denominada guerra de Donbáss, fa referència a un seguit d'enfrontaments armats succeïts en les regions de l'est a partir del 12 d'abril del 2014. Es calculen 260 000 desplaçats interns i 814 000 ucraïnesos refugiados en Rusia.[45]

### Àsia
- Guerra entre Gaza i Israel: Conflicte que sorgeix el gener de 2009, el govern israelià d'Ehud Ólmert va desencadenar la denominada «Operació plom Fos» contra Hamás. El nombre de desplaçats interns a la franja ha desbordat les previsions de l'ONU, que calcula al voltant de 460.000 persones.[46]
- Guerra Civil a Siria: La guerra civil siriana és un conflicte armat procedent d'un ampli moviment contestatari contra el règim baasista que va començar per manifestacions antirègim i pro-règim pacífiques el 15 de març del 2011.[10] El 15 de març del 2011,El 9 d'octubre de 2012, l'Alt Comissionat dels *Nacions Unides per als refugiats (ACNUR) va informar que el nom de refugiats sirians es va situar entre 355.000-500.000 personis. El març de 2013, l'ACNUR va declarar que el nom de refugiats sirians havia superat ja el milió de persones. Actualment, existeix un conflicte de refugiats en relació amb Europa. En el  conjunt d'Espanya, Catalunya és la comunitat autònoma més activa que ha donat resposta a la crisi de persones refugiades i migrants. La seva població s'ha organitzat en diversos eixos per tal de denunciar l'incompliment de la promesa que va fer el Govern d'Espanya d'acollir 17.680 persones refugiades; tan sols se n'ha acollit un 4%. El 18 de febrer del 2017, en el marc de la campanya Casa Nostra, Casa Vostra, va tenir lloc a Barcelona la Manifestació “Volem Acollir”, la manifestació més multitudinaria d'Europa a favor de l'acollida de persones migrants i desplaçades.
- Iraq: Invasió de l'Iraq de 2003, una coalició multinacional —principalment nord-americana i britànica— ha ocupat l'Iraq. El conflicte subseqüentment ha tingut gran transcendència: l'augment de la violència civil, política desglossament, l'eliminació i execució de l'expresident Saddam Hussein, i els problemes en el desenvolupament de l'equilibri polític, econòmic i l'ús de les reserves de petroli del país. Aquesta situació de conflicte que s'ha desencadenat en els darrers anys va situar a l'Iraq com el segon país més inestable del món el 2007; després del Sudan. L'alt comissari de Nacions Unides per als Refugiats, Antonio Guterres, va informar que 600.000 iraquians han estat desplaçats a causa de l'ofensiva dels militants sunnites. Se sumen a un altre mig milió de desplaçats aquest any, quan el grup yihadista va prendre el control de diverses ciutats en l'oest del país.[46]
- Pakistan: A part de la disputa que manté per l'estat de Caixmir, que actualment pertany a l'Índia però que els pakistanesos reclamen com a propi, Pakistan sofreix des de fa prop d'una dècada un conflicte en el nord-oest del país, que enfronta a l'exèrcit governamental amb grups armats religiosos, moviments locals i elements de la delinqüència organitzada, recolzats per grups terroristes i contingents de muyahidins. El conflicte en el nord-oest de Pakistan ha causat més de dos milions de desplaçats interns, la majoria dels quals patien ja situacions d'extrema pobresa. Almenys 500.000 persones han hagut d'abandonar les seves llars a la regió de Waziristan del Nord, des que l'exèrcit va iniciar una ofensiva actual contra de grups rebels.

### Àfrica
- Republica democràtica del congo: La permanència a les províncies frontereres congoleses de les milícies hutus de Ruanda, fugides del seu país després de perpetrar el genocidi dels tutsis en 1994, ha constituït el principal factor de desestabilització en la història més recent de la República Democràtica del Congo (RDC). Encara que el Govern va signar el gener de 2008 un acord de cessament de les hostilitats, els enfrontaments entre l'Exèrcit i les milícies de Nkunda es van reprendre a l'octubre de 2008. Nkunda, acusat de crims de guerra i contra la humanitat, va anar finalment arrestat a Ruanda el gener de 2009. Més de 2,7 milions de persones s'han vist obligades a fugir de les seves llars al país, moltes d'elles de diversos llocs en pocs mesos, i més de 398.000 viuen en 31 camps de desplaçats i depenen exclusivament de l'ajuda humanitària.

- Guerra Civil a Somalía: La permanència a les províncies frontereres congoleses de les milícies hutus de Ruanda, fugides del seu país després de perpetrar el genocidi dels tutsis en 1994, ha constituït el principal factor de desestabilització en la història més recent de la República Democràtica del Congo (RDC). Encara que el Govern va signar el gener de 2008 un acord de cessament de les hostilitats, els enfrontaments entre l'Exèrcit i les milícies de Nkunda es van reprendre a l'octubre d'aquest any. Nkunda, acusat de crims de guerra i contra la humanitat, va anar finalment arrestat a Ruanda al gener de Somàlia viu sense un Govern estable central des que en 1991 va ser enderrocat el dictador Mohamed Escombra (l'Executiu actual té caràcter transitori), i enmig de lluites entre els clans, liderats pels "senyors de la guerra" que s'han disputat el control de les regions des de llavors. Encara que al començament dels noranta el país va ser escenari d'una guerra civil, amb el temps els diferents dominis es van consolidar, si bé els enfrontaments entre clans per disputes territorials van continuar. Des de 1991, el conflicte somali ha causat més de 400.000 morts (3.150 en 2013). En 2012, l'Agència per als Refugiats de l'ONU va informar que més d'un milió de somalis havien fugit ja cap als països veïns. A més, més d'1,3 milions de somalis es trobaven desplaçats internament al país.[46]

- Sudan del sud: Al juliol de 2011, poc després de proclamar-se la independència de Sudan del Sud, el líder del Moviment Popular d'Alliberament de Sudan, ala política de l'Exèrcit Popular d'Alliberament de Sudan, Salva Kiir, va jurar com a primer president de la nova república. El primer any d'independència va estar protagonitzat de nou pels conflictes fronterers amb el govern de Sudan, i també per les lluites tribals a l'interior del país. A més, el gener de 2012 el conflicte petrolífer entre tots dos països va provocar que Sudan del Sud parés la producció de petroli al no aconseguir un acord sobre la tarifa de trànsit del cru a través del seu veí del nord, de moment l'única via d'exportació amb la qual compte Es calcula que en 2011 al voltant d'1.000 persones van morir en els enfrontaments entre les comunitats Murle i Lou Nuer. Quant al conflicte fronterer amb Khartum, el nombre de desplaçats ascendeix ja a 150.000, segons xifres d'ACNUR de juny de 2012. Els camps de refugiats, que manquen de recursos per alimentar i traslladar als desplaçats lluny de les zones frontereres de conflicte, estan saturats.

## Nombre de refugiats
A final de 2007 el nombre de refugiats al món era de 14.047.300, el nombre més elevat des de 2001. Així, entre el 2005 i el 2006 la segona guerra de l'Iraq havia provocat l'augment de la població mundial de refugiats. El 2007 uns 500.000 vivien a Síria, mentre que d'altres s'establiren al Líban, Iemen, Turquia i Europa. Més de 8,5 milions de refugiats viuen desplaçats després de 10 anys, privats de llurs drets de treballar i circular lliurement. El 2004 els refugiats afganesos formaven el segon grup nacional de refugiats més important en 2004, després dels palestins.
L'ACNUR estima que a la fi de 2006 hi havia un total de 21.018.589 persones sota la seva jurisdicció arreu del món. Aquesta xifra comprèn uns 2.381.886 apàtrides. El seu repartiment arreu del món és:
| Àrea geogràfica                  | Nombre de refugiats |
| -------------------------------- | ------------------- |
| Orient Mitjà                     | 2.580.638           |
| Sud-est asiàtic                  | 2.974.316           |
| Àsia central                     | 218.584             |
| Àsia meridional                  | 1.304.189           |
| Àsia de l'Est i Pacífic          | 901.525             |
| Total Àsia                       | 7.979.251           |
| Europa oriental                  | 1.617.214           |
| Europa del Sud-Est               | 708.132             |
| Europa central i Estats bàltics  | 616.132             |
| Europa occidental                | 1.798.914           |
| Total Europa                     | 4.740.392           |
| Àfrica central i Grans Llacs     | 1.359.175           |
| Àfrica oriental i Banya d'Àfrica | 2.105.314           |
| Àfrica occidental                | 1.031.030           |
| Àfrica Austral                   | 434.427             |
| Àfrica del Nord                  | 139.177             |
| Total Àfrica                     | 5.069.123           |
| Amèrica del Nord i Antilles      | 717.545             |
| Amèrica del Sud                  | 2.512.277           |
| Total Amèrica                    | 3.229.822           |

El nombre ha anat augmentant al llarg dels anys. Així el 2015 el nombre de refugiats era de més de 16 milions, la meitat dels desplaçats interns.

Segons les dades de l'ACNUR del 2019, i revisant els últims 20 anys:
| Refugiats (incloses situacions similars a refugiats) Sol·licitants d’asil (casos pendents) Refugiats retornats Persones desplaçades internament (PDI) | PDI retornades Persones sense estat Altres desplaçats forçats |

## Naturalització de refugiats

### Tanzània
El 17 d'octubre de 2014 el govern de Tanzània va donar la ciutadania a 162.156 refugiats polítics de Burundi en el que ha esdevingut el cas de naturalització més important de la història. A més a més el govern va iniciar el procés de naturalització de 40.000 persones més. Aquests refugiats han viscut sobretot a l'oest del país, a les regions de Tabora i de Katavi des de 1972 i han treballat sobretot en la recol·lecció de tabac i cafè. La ciutadania els dona dret a viure on vulguin al país. Abans Tanzània ja havia naturalitzat a 32.000 refugiats de Ruanda i 3000 bantús de Somàlia (Wazigües). A més, al país hi ha uns 60.000 refugiats de la República Democràtica del Congo.

## Protestes
En el conjunt d'Espanya, Catalunya és la comunitat autònoma més activa que ha donat resposta a la crisi de persones refugiades i migrants. La seva població s'ha organitzat en diversos eixos per tal de denunciar l'incompliment de la promesa que va fer el Govern d'Espanya d'acollir 17.680 persones refugiades; tan sols se n'ha acollit un 4%.
El 18 de febrer del 2017, en el marc de la campanya Casa Nostra, Casa Vostra, va tenir lloc a Barcelona la Manifestació “Volem Acollir”, la manifestació més multitudinaria d'Europa a favor de l'acollida de persones migrants i desplaçades.
Casa nostra casa vostra, és una campanya que va néixer gràcies a un grup de persones activistes que es van trobar el dia 9 de maig de 2016 en els camps de refugiats de la frontera de Grècia amb Macedònia. Quan van tornar del seu viatge, van voler denunciar la situació en la qual es trobaven milers de persones, per la qual cosa, es va anar sumant gent amb la finalitat de donar resposta a la "Crisi migratòria" que viu el Mediterrani. A poc a poc, s'ha anat obrint cada vegada més l'entitat de cara a la societat civil i altres entitats.
Així doncs, és una entitat que es dedica a acollir a totes aquelles persones que es troben en situacions complicades: fugint de guerres, del gana, de la persecució política, per motius d'orientació sexual o per les seves creences. Alhora, també donen suport a aquelles persones que ja estan aquí i que presenten certes dificultats per desenvolupar una vida digna.